# Rongpur
Rongpur (beng. রংপুর, ang. Rangpur) – miasto w północno-zachodnim Bangladeszu, nad rzeką Ghaghet (dopływ Dźomuny), stolica prowincji Rongpur. W 2011 roku liczyło około 294 tysiące mieszkańców.

## Miasta partnerskie
- Dordrecht (Holandia)
- Bytom (Polska)
- Bregencja (Austria)
- Oran (Algieria)